# シティボーイズでやってみた!
シティボーイズでやってみた！は、BSフジで2012年8月26日と2013年1月1日の両日共23:00から放送された55分番組。シティボーイズ結成34年目で初の冠番組。

## 概要
コントユニットとしてデビューしたものの、現在は各個での活動が中心となったシティボーイズ。
揃ってのテレビ出演もめっきり少なくなった3人が集まり、思いつくままに“やりたかったこと”を実現していく内容。
番組制作スタッフはたけし・所の二人テレビとほぼ同じスタッフの為、番組のコンセプトや雰囲気が同じテイストで作られている。

## スタッフ
- 構成：オグロテツロウ
- 技術：共同テレビジョン
- カメラ：清水貴能、谷口敦俊、小笠原弘典、村木健児、猪俣芳郎
- 美術：吉木崇（tac）
- スタイリスト：広瀬水音
- メイク：植木歩
- 選曲効果：白根沢修（サウンドエッグノッグ）
- VTR編集：辻泰治、落合勇（麻布プラザ）
- MA：伊藤敬一（麻布プラザ）
- 広報：山田章雄（BSフジ）
- AD：中松謙介（第2回はディレクター）
- プロデューサー・演出：中川圭一郎
- プロデューサー：田平秀雄（BSフジ）
- 制作協力：オフィス・トゥー・ワン
- 制作：BSフジ